# SEX PISTOLS (漫画)
『SEX PISTOLS』（セックス・ピストルズ）は、漫画家寿たらこによるボーイズラブ漫画作品。

## 経緯
- 2003年1月号より、株式会社ビブロス出版の月刊誌『MAGAZINE BE×BOY』で連載開始。
- 2006年4月5日のビブロスの倒産により、その後はリブレ出版株式会社から出版される『MAGAZINE BE×BOY』に掲載されている。
- 2007年度センス・オブ・ジェンダー賞特別賞を受賞[1]。
- 2019年2月時点で累計発行部数は160万部を突破している[2]。

## あらすじ
円谷ノリ夫はごく普通の高校生活を送る16歳の少年だったが、原付事故をきっかけに周囲の人間が動物に見えるようになってしまう。また、事故以降男女問わず「猛烈に愛される存在」になってしまい困惑する中、同校の斑目国政（まだらめ くにまさ）の出現により、人間には実は2種類の種族「人類（＝猿人）」と「斑類」に分かれているという事実を知らされる。ノリ夫の目に見えている動物達は猿人の本来の姿（猿）と斑類の本来の姿（猿以外の動物）だったのである。斑類の中でも特権階級的な「重種」は社会の重要なポジションを占めており、その一方子どもができにくく数が少ない。また彼らには、この世界を維持するための義務のようなものがある。「軽種」と呼ばれる斑類は出産率が高く数も多いが、本能的に重種に惹かれ、逆らえないという階級のようなものがある。
ノリ夫が急に周囲に好かれるようになった理由は、ノリ夫が先天的・潜在的に持っていた「先祖返り」という性質が、事故をきっかけに発現したためだという。ノリ夫のような「先祖返り」は猿人・斑類双方の特長を持ち合わせるため、通常の猿人・斑類に対して多大なセックスアピール（フェロモンに近い）を発し、なおかつ出産率が非常に高い「超プレミア種」であり、斑類がこぞって手に入れようとする逸材である。国政はノリ夫に自分の子を必ず孕ませると宣言する。子どもができにくい斑類は、独自の技術によって、男同士、女同士でも子供を作ることができるのだ。（ただし同性同士の場合、子どもはできにくく育ちにくい。）わけのわからないまま国政に振り回され、徐々に惹かれるノリ夫、国政やその家族などを交えながらストーリーは展開する。

## 登場人物
※声の記述はドラマCD版 / OVA版の順。※魂元の後の（）内は分類と階級。
円谷ノリ夫（つぶらや ノリお）
声 - 鈴木千尋 / 下野紘
本作の主人公。帝国義塾学院高等部1年生、15歳。ごく普通の高校生として過ごしていたが、事故をきっかけに「猫又の先祖返り」としての性質が目覚める。162cm, 50kg。空手三級・英検二級所持。[第1話〜]
熊樫照彦（くまかし てるひこ）
声 - 大川透/ 土門仁
帝国義塾学院高等部3年生。日本一の由緒正しい熊樫一家の一人息子で、魂現はツキノワグマ（熊樫・中間種）柔道部主将で園芸委員。猿人的な恋愛感に憧れる乙女チックな男。非常に真面目で常識的。[第1話〜]
斑目国政（まだらめ くにまさ）
声 - 梁田清之 / 川原慶久
帝国義塾学院高等部3年生、17歳。母親は巻尾、父親はデイビット。口数が少なく凶暴な印象を与える。貞操観念はほぼ皆無、自分の重種としての優れた血を引いた子孫を残すこと重要視している。ノリ夫を「自分の雌」だと宣言しているものの、口説いた時には彼女がおりノリ夫を「恋人」にする気はなかった。魂現はジャガー（猫又・重種）192cm、98kg。1巻登場。
斑目米国（まだらめ よねくに）
声 - 子安武人 / 杉田智和
帝国義塾学院高等部3年生、17歳。母親は巻尾、父親はマクシミリアン。魂現はクロコダイル（蛟・重種）両親が水中系のため自律神経が弱く、体温調節がままならない。重度の男嫌いで、病的な女好き。「のみ処 村の家」でバイト中。男嫌いの原因はデイビット・ウットビル。帝国義塾学院の中等部在籍中に200mバタフライで中学新記録を打ち出したことがある。1巻登場。
藤原しろ（ふじわら しろ）
声 - 平川大輔 / 羽多野渉
米国と同クラスで学級委員長。中学時代に水泳の競技会で米国に一目惚れしたため、同じ高校を受験した。幼い頃に体の弱い両親(斑類)の元から猿人の夫婦の元へと預けられたが、その際に自分が斑類であるという記憶と自覚、能力は封印されていた。魂現は狼（犬神人・重種）。1巻登場。
青桐王将（あおぎり おうしょう）
声 - 野島裕史
魂現は蛇の目の中間種のようである。しろに想いを寄せており米国をライバル視するような発言も。1巻登場。
ヨシュア・マクベアー（Yoshua McBear）
声 - 成田剣
アメリカ人。魂現はグリズリー（熊樫・最重種）アメリカでのグリズリーの最高峰「マクベアー家」の息子。照彦のブリーリングのために1週間1000万円で貸し出されるが、実は6年前のベアーズコミュニティ（熊樫の世界的な集会のようである）で出会ってからずっと照彦を妻にすると決めていた。2巻登場。
青桐大将（あおぎり ひろまさ）
声 - 一条和矢
27歳。シマ・ウメの共通の友人であるが、両親同士の仲は最悪。魂現はハブだが親はレトリバーとハブの組み合わせ。見た目は犬系で表面上は優しい男だが、シマを手に入れるためにはどんな手段も厭わない。時には卑劣で少々ヘビ系。医師。3巻登場。
渡嘉敷シマ（とかしき シマ）
声 - 神谷浩史
ウメとは双子。27歳。看護師。魂現はマングース。大将とはあくまでセフレと考えていたが、大将の策略で妊娠する。3巻登場。
渡嘉敷ウメ（とかしき ウメ）
声 - 谷山紀章
シマとは双子。27歳。会社員。魂現はマングース。大将のことが好きだったが、シマと大将の関係には気づいていなかった。3巻登場。
渡嘉敷カレン（とかしき カレン）
声 - 沢海陽子
料亭「嘉月」の女将。愛美と志信の母（愛美の父のみ巻尾）。極妻に似ている（ノリ夫談）。魂元は猫（猫又・軽種）3巻登場。
志信（しのぶ）
料亭「嘉月」の料理長。ノリ夫の斑類としての能力コントロールのための教師となる。表情に乏しいが心優しい。渡嘉敷カレンが十代のころ巻尾の父との間に産んだ子供。魂元は蛇？（蛇の目・重種）3巻登場。
愛美（まなみ）
カレン（母）と巻尾（父）の子。見た目は美少女風。国政に対しては極度のブラコン。魂現は猫（猫又・軽種）。3巻登場。
英国（ひでくに）
マクシミリアン（母）とデイビット（父）の子。「雌ではなく人間として」ノリ夫に好意を持つ。魂現はジャガー（猫又・重種）3巻登場。
斑目巻尾（まだらめ まきお）
声 - 大原さやか
カレンと婚姻関係にあるが、カレン以外との間にも2人の子供を持つ。言葉遣いの荒い女性であり、種の存続が何よりも重要と考えているため手荒な手段も用いる。一方、自身はカレンには自分以外と番ってほしくないと思っている。各方面の権力と強い繋がりがあるらしい。カレンには頭が上がらない。魂元は蛇（蛇の目・重種）
米国の母（父親はマクシミリアン）、国政の母（父親はデイビット）、愛美の父（母親はカレン）。3巻登場。
マクシミリアン・シーモア
声 - 高橋広樹
英国の母で、米国の父。デイビットと婚姻関係にある。世界的に有名な建築家であり、先祖返りのノリ夫が受けた「社会適応能力テスト」でも重要な地位にあるらしい。魂現はクロコダイル（蛟・重種）4巻登場。
デイビット・ウッドビル
声 - 小杉十郎太
国政と英国の父。マクシミリアンと婚姻関係にある。有名な造形作家で、若い頃のあだなは「ジンジャー」。重種成金で貴族階級ではない。魂現はジャガー（猫又・重種）4巻登場。
青桐まさる（あおぎり まさる）
シマと大将の子。しまことは双子。魂現はハブ。5巻登場。
青桐しまこ（あおぎり しまこ）
シマと大将の子。まさるとは双子。魂現はマングースと思われる。5巻登場。
灰頭若葉（はいがしら わかば）
魂現は蝙蝠。父が早くに他界し、荒れた10代を送る。迫害の対象となることを恐れてか、蝙蝠であることを隠している。遊びで使っていた擬似子宮形成薬により、中途半端にメス化した下半身をしていた。5巻登場。
灰頭すずめ（はいがしら すずめ）
セスと若葉の子。魂現は蝙蝠。5巻登場。
セス（Seth）
フランスとサウジアラビアのハーフで、名家の当主。長持の親友であり会社の共同経営者。魂現は鷹（最後の「翼主」）だが翼に奇形がある。5巻登場。
錦織長持（にしきおり ながもち）
重種の名家の子息。若葉の好意に応えて「恋人」と名乗り、高価な贈り物もしてはいるが、性的にノーマルなため肉体関係はない。魂元はニシキヘビ（蛇の目・重種）5巻登場。
サラーム
セスの婚約者。分家の中でも最も権力のある「西の分家」出身。男性であるがセスとの婚約に際して体を作り変え、アンドロジーナスとなった。（魂現は蛇の目）5巻登場。
斑目国光（まだらめ くにみつ）
巻尾と志信の父。日本の重種界を統べる権力者。元愛人はカレン。実の娘と雌（カレン）と取り合った。6巻登場。
プライドファースト
獅子と人魚の接木雑種（キメラ）。顔に傷がある。人魚の通訳者でタマリンプライドの王子。志信を先生と慕う。品がない。
田中麗子（たなか れいこ）
声 - 中川里江
帝国義塾学院の校内一のマドンナで「ミス塾学」だが、魂現がマンドリル。先祖返り直後のノリ夫に迫るも失敗。1巻登場。
犬山（いぬやま）
声 - / 中野輝美
米国と同じバイト先に勤務。魂現はマルチーズ。2巻登場。
ホイットマン
声 - 樫井笙人 / 山本兼平
マクベアー家の代理人。非常に常識的。3巻登場。
リチャード・ウッドビル
声 - 伊藤健太郎
デイビットの弟。マクシミリアンに想いを寄せるが身を引く。4巻登場。
アンジェラ
セスの従姉妹。5巻登場。

## 用語解説

### 斑類（まだらるい）
進化の過程において、猿以外の動物の特徴を持ったままヒト型に進化した、動物のDNAが「斑覚醒」している人類。彼らは特殊な能力を行使することができ、種族独自の特長を持つが、繁殖力が比べて非常に低く、両者の人口比率はおおよそ7対3であると言われる。
斑類は主に6種類で分類。殆どを陸上動物系が占め、水生系・有翼系は至極稀。
人口比率（猿人含む総人口率から斑類〈30%〉での統計）
- 猫又（ねこまた）…猫科の特性を持つ斑類。人口比率3%。
  - 重種…ジャガー（国政・英国）
  - 軽種…外見は家猫（正式名称不明)(ノリ夫・ノリ夫の祖母）

- 蛇の目（じゃのめ）…蛇の特性を持つ斑類。人口比率3%。
  - 中間種…ハブ（大将）

- 熊樫（くまかし）…熊の特性を持つ斑類。人口比率は3%。重種・中間種のみで構成され、軽種が存在しない。
  - 重種…グリズリー（ヨシュア）・ヒグマ（照彦の父）
  - 中間種…ツキノワグマ（照彦・照彦の母）

- 犬神人（いぬじにん）…犬科の特性を持つ斑類。人口比率は15%と最多。
  - 重種…狼（しろ）
  - 中間種…秋田犬（犬飼太郎）
  - 軽種…マルチーズ（犬山さん）

- 蛟（みずち）…ワニの特性を持つ斑類。人口比率は3%。
  - 重種…クロコダイル（米国、マクシミリアン）

- 人魚（マーメイド）…クジラの特性を持つ斑類。人口比率では1%以下。先祖返りよりも貴重度が高い。軽種・中間種は存在しない。
  - 現在該当キャラなし

- 主要6分類該当外
  - 鳥類（正式名称不明）…翼主と呼ばれる飛行系動物の特性を持つ斑類の総称。どれが軽種か中間種だとか不明だが、説明によればほぼ絶滅しかけているという。人口比率は2％以内(上記6斑類の総％＝約28％)。以下の説明は確認されている斑類の家系に準ず。
    - 重種…鷲（セス）。『天狗』『天使』と呼ばれる種族。セスの家系は蛇の目と混血した上、純血種との婚姻が絶えてしまい隔世遺伝という形で蛇の目から時々誕生。よって総数は一時代に二人位しか存在しない。

  - その他
    - 軽種もしくは中間種…蝙蝠（若葉・すずめ）。理由は不明だが、迫害対象になっている。そのため種として生存はしているが、自身が蝙蝠である事を隠しているために他斑類だと偽っている。鳥類の翼主に準えて翼手と呼ばれる。

### 斑類の種類
斑類は「重種 > 中間種 > 軽種」三構造で成り立つ典型的ピラミッド型を描く階級社会となっている。
いわゆる『同族』内で婚姻する場合が多いが、場合によっては多種族同士(ヘビとマングース等)で子供を成す場合がある。その場合、魂現(下記参照)は父・母どちらかと同じ魂現を有する(何割入っていると表現するが)。
基礎分類
重種（じゅうしゅ）
数が少なく貴重な種。力や特殊能力は優れているが、繁殖能力が極めて低い（例：ジャガー、狼、グリズリー）。
中間種（ちゅうかんしゅ）
重種と軽種の中間の位置にある種（例：秋田犬）。
軽種（けいしゅ）
力や特殊能力、レア度では最下位であるが、繁殖能力が高い。
特殊な分類
半重種（はんじゅうしゅ）
重種と中間種の間に生まれた中間種。確率的に重種の子供を作れ、そうでなくとも中間種の子供が作れるので、日本など一部地域では重種と同等に扱われる。
先祖返り（せんぞがえり）
斑類と猿人の混血が、隔世遺伝により斑類としての能力が目覚めた者。その存在はごく稀（一生に一度会えるかどうかの希少種との表現がある）で、超プレミア種と呼ばれている。斑類の能力と猿人の繁殖力を併せ持つため、繁殖力の低い斑類には非常に魅力的。覚醒直後、能力を制御できず強烈なセックスアピールを無意識に発する、猿人と違う物が見えるなどコントロールができないため、見つけ次第保護・コントロールの制御を学ばねばならない。
接木雑種（キメラ）
両親が異なる斑類で、かつ魂現がどちらともつかない場合の者。両者が猫又＋人魚など極端にかけ離れた種である場合そう呼ばれる。

### 斑類の繁殖関係
繁殖力の弱さをカバーするため、個人差はあるものの性に関して非常に奔放で、重婚や腹違い・種違いの子供、加えて同性カップルでの妊娠・出産を可能にする技術を持っており、性別に関するタブーは無いに等しい。特に貴重な種の人間は、種の存続のためか幼い頃からの婚約者がいることも多く、時と場合によっては複数の相手と生殖を前提とした付き合いをする。
ブリーリング
種付け。金銭を伴ってビジネスとして行われる。女性を「借りる」場合は妊娠から出産まで期間が長いため、費用は5000万円はくだらない。男性を借りる場合は1000万円程度。
ゲイミックス
同性の両親から生まれた者。男同士の場合、「懐蟲」を使用する。女同士は不明。
懐蟲
某所から体内に潜り込ませる事で、粘膜に仮腹という擬似子宮を形成。一時的に男の体内に子宮を形成し出産させる方法であるため、斑類専用の病院設備が完備されている。
アンドロジーナス
「擬似子宮生成薬」などの使用で、オスの体に女の機能を後天的に生成した者。懐蟲は基本的に一度限りの子宮だが、アンドロジーナスは何度でも妊娠が可能。ただし、生成には時間がかかる上、国によっては法的に認められないなど問題がある様子。

### その他事項
魂現（こんげん）
精神と肉体が入れ替わり、本来の動物の姿が具現化して外に出てきてしまっている状態。魂現を晒すことは裸になるのと同等の恥ずかしい行為であるが、怒りや興奮などで本能が理性を上回った場合に魂現が現れてしまうことがある。
猿人（えんじん）
斑類ではない、いわゆる「ヒト」。猿人は魂現そのものや魂現に関する話題などを認識することができないため、斑類の存在すら知らない。現在の人口比率の半分以上を占めている事もあり、斑類は猿人にまぎれて生活している。
斑類に比べて非常に繁殖力が高いが、そのためか猿人と斑類の子供は90%の割合で猿人になってしまう。
『よいこのまだらるい』
国政がノリ夫との2回目の接触の際に渡した学習絵本。対象年齢6歳以上。照彦は「幼稚園で読んだ」と言っていた。

## ドラマCD
いずれもムービックより発売中。
- SEX PISTOLS 1（2004年11月27日発売）
- SEX PISTOLS 2（2005年3月26日発売）
- SEX PISTOLS 3（2006年2月24日発売）
- SEX PISTOLS 4（2008年4月25日発売）

## OVA
2009年冬より全2巻でOVAが発売。

### スタッフ
- 監督・キャラクターデザイン - 日向
- 副監督 - 矢上孝一
- 美術監督 - 吉澤一枝
- 色彩設計 - 林可奈子
- 撮影監督 - 河林ヨシヒロ
- 音響監督 - 岩浪美和
- 音楽 - 高橋浩一郎
- アニメーション制作 - 黄昏タウン
- 製作 - 斑類製作委員会

### 主題歌
オープニングテーマ「Lie of the truth」
作詞 - chammy / 作曲 - 南田健吾 / 編曲 - 高橋浩一郎 / 歌 - 悠太（from LAZ）
エンディングテーマ「The Hanged Man」
作詞 - jat / 作曲・編曲 - 高橋浩一郎 / 歌 - 悠太（from LAZ）